# Серда, Аксель
Аксель Милован Серда Понсе (исп. Axel Milovan Cerda Ponce; род. 13 апреля 2006, Сантьяго) — чилийский футболист, нападающий клуба «Универсидад Католика».

## Клубная карьера
Серда — воспитанник клуба «Универсидад Католика». В 2023 году в матче против «Ньюбленсе» он дебютировал в чилийской Примере.

## Международная карьера
В 2023 году в составе юношеской сборной Чили Серда принял участие в юношеском чемпионате Южной Америки в Эквадоре. На турнире сыграл в матчах против команд Уругвая, Бразилии, Венесуэлы, Парагвая и дважды Эквадора.